# Структурна стійкість
У математиці структурна стійкість — фундаментальна властивість динамічної системи, яка означає, що на якісну поведінку траєкторій не впливають малі збурення (якщо бути точним C1-малі збурення).
Прикладами таких якісних властивостей є кількість фіксованих точок і періодичних орбіт (але не їхніх періодів). На відміну від стійкості за Ляпуновим, яка розглядає збурення початкових умов для фіксованої системи, структурна стійкість має справу зі збуреннями самої системи. Варіанти цього поняття застосовують до систем звичайних диференціальних рівнянь, векторних полів на гладких многовидах і породжених ними потоків і дифеоморфізмів.
Структурно стійкі системи ввели 1937 року Олександр Андронов і Лев Понтрягін під назвою грубі системи. Вони ввели характеристику грубих систем на площині, критерій Андронова — Понтрягіна. У цьому випадку типовими є структурно стійкі системи, які у просторі всіх систем, наділених відповідною топологією, утворюють відкриту щільну множину. У вищих вимірах це більше не виконується, що вказує на те, що типова динаміка може бути дуже складною (див. дивний атрактор). Важливий клас структурно стійких систем у довільних розмірностях задають дифеоморфізми і потоки Аносова. Наприкінці 1950-их і на початку 1960-их Маурісіо Пейшото та Марілія Чавес-Пейшото, мотивовані роботами Андронова та Понтрягіна, розробили та довели теорему Пейшото, першу глобальну характеристику структурної стійкості.

## Визначення
Нехай G — відкрита область у Rn із компактним замиканням і гладкою (n−1)-вимірною межею. Розглянемо простір X1(G), що складається з обмежень на G C1-векторних полів на Rn, трансверсальних до межі G і орієнтованих всередину. Цей простір наділено C1-метрикою у звичайний спосіб. Векторне поле F ∈ X1(G) слабко структурно стійке, якщо для будь-якого достатньо малого збурення F1 відповідні потоки топологічно еквівалентні на G: існує гомеоморфізм h: G → G, який перетворює орієнтовані траєкторії F у орієнтовані траєкторії F1. Якщо, крім того, для будь-якого ε > 0 гомеоморфізм h можна вибрати C0 ε-близьким до тотожного відображення, коли F1 належить до відповідного околу F залежно від ε, тоді F називають (строго) структурно стійким. Ці визначення прямо поширюються на випадок n-вимірних компактних гладких многовидів із межею. Андронов і Понтрягін спочатку прийняли сильну властивість. Аналогічні визначення можна дати для дифеоморфізмів замість векторних полів і потоків: у цьому випадку гомеоморфізм h повинен бути топологічним спряженням.
Важливо відзначити, що топологічна еквівалентність реалізується зі втратою гладкості: відображення h не може, загалом, бути дифеоморфізмом. Крім того, хоча топологічна еквівалентність зважає на орієнтовані траєкторії, на відміну від топологічної спряженості, вона не сумісна за часом (англ. not time-compatible). Таким чином, відповідне поняття топологічної еквівалентності є значним послабленням наївної C1-спряженості векторних полів. Без цих обмежень жодна система неперервного часу з фіксованими точками або періодичними орбітами не могла б бути структурно стійкою. Слабко структурно стійкі системи утворюють відкриту множину в X1(G), але невідомо, чи є ця властивість у сильному випадку.

## Приклади
Необхідні та достатні умови структурної стійкості C1-векторних полів на одиничному диску D, трансверсальних до межі, і на двосфері S2 визначено у фундаментальній роботі Андронова і Понтрягіна. Відповідно до критерію Андронова — Понтрягіна, такі поля є структурно стійкими тоді й лише тоді, коли вони мають тільки скінченну кількість особливих точок (станів рівноваги) і періодичних траєкторій (граничних циклів), які всі є невиродженими (гіперболічними) і не мають з'єднань сідло-сідло. Крім того, неблукаюча множина системи є саме об'єднанням особливих точок і періодичних орбіт. Зокрема, Анрі Пуанкаре виявив, що структурно стійкі векторні поля у двох вимірах не можуть мати гомоклінічних траєкторій, що надзвичайно ускладнює динаміку.
Структурну стійкість несингулярних гладких векторних полів на торі можна дослідити за допомогою теорії, яку розробили Пуанкаре та Арно Данжуа. За допомогою рекурентного відображення Пуанкаре питання зводиться до визначення структурної стійкості дифеоморфізмів кола. Як наслідок теореми Данжуа, C2-дифеоморфізм ƒ кола, що зберігає орієнтацію, є структурно стійким тоді й лише тоді, коли його число обертання є раціональним, ρ(ƒ) = p/q, і періодичні траєкторії, які всі мають період q, є невиродженими: якобіан ƒq у періодичних точках відрізняється від 1 (див. Відображення кола).
Дмитро Аносов виявив, що гіперболічні автоморфізми тора, такі як відображення кота Арнольда, є структурно стійкими. Потім він узагальнив це твердження на ширший клас систем, які відтоді називають дифеоморфізмами Аносова і потоками Аносова. Одним із відомих прикладів потоку Аносова є геодезичний потік на поверхні сталої від'ємної кривини, наприклад більярди Адамара.

## Історія та значення
Структурна стійкість системи є обґрунтуванням застосування якісної теорії динамічних систем до аналізу конкретних фізичних систем. Ідея такого якісного аналізу сходить до праці Анрі Пуанкаре про задачу трьох тіл у небесній механіці. Приблизно в той же час Олександр Ляпунов ретельно досліджував стійкість малих збурень окремої системи. На практиці закон еволюції системи (тобто диференціальних рівнянь) ніколи не відомий точно через наявність різних малих взаємодій. Тому важливо знати, що основні риси динаміки однакові для будь-якого невеликого збурення «модельної» системи, еволюція якої керується певним відомим фізичним законом. Далі якісний аналіз розвинув у 1920-х роках Джордж Біркгоф, але вперше формалізували його 1937 року Андронов і Понтрягін, увівши концепцію грубої системи. Андронов, Віттом і Хайкін зразу ж застосували її до аналізу фізичних систем із коливаннями. Термін «структурна стійкість» належить Соломону Лефшецу, який керував перекладом їхньої монографії англійською мовою. Ідеї структурної стійкості в контексті гіперболічної динаміки підхопив у 1960-х роках Стівен Смейл та його школа. Раніше Марстон Морс і Гасслер Вітні започаткували, а Рене Том розробив паралельну теорію стійкості для диференційовних відображень, яка є ключовою частиною теорії сингулярності. Том передбачав застосування цієї теорії до біологічних систем. І Смейл, і Том працювали в прямому контакті з Маурісіо Пейшото, який наприкінці 1950-их років розробив теорему Пейшото.
Коли Смейл почав розвивати теорію гіперболічних динамічних систем, він сподівався, що структурно стійкі системи будуть «типовими». Це відповідало б ситуації в низьких вимірах: вимірі два для потоків і вимірі один для дифеоморфізмів. Проте невдовзі він знайшов приклади векторних полів на многовидах вищої розмірності, які неможливо зробити структурно стійкими за допомогою як завгодно малого збурення (такі приклади пізніше побудовано на многовидах розмірності три). Це означає, що у вищих вимірах структурно стійкі системи не є щільними. Крім того, структурно стійка система може мати трансверсальні гомоклінічні траєкторії гіперболічних сідлових замкнутих орбіт і нескінченну кількість періодичних орбіт, навіть якщо фазовий простір є компактним. Найближчим високовимірним аналогом структурно стійких систем, які розглянули Андронов і Понтрягін, є системи Морса — Смейла.